# La Esperanza (Guatemala)
La Esperanza é uma cidade da Guatemala do departamento de Quetzaltenango. Localiza-se a uma cota de 2465m e abrange uma área de 32 km².